# Бомон (Жер)
Бомо́н (фр. Beaumont) — коммуна во Франции, находится в регионе Юг — Пиренеи. Департамент — Жер. Входит в состав кантона Кондом. Округ коммуны — Кондом.
Код INSEE коммуны — 32037.

## География

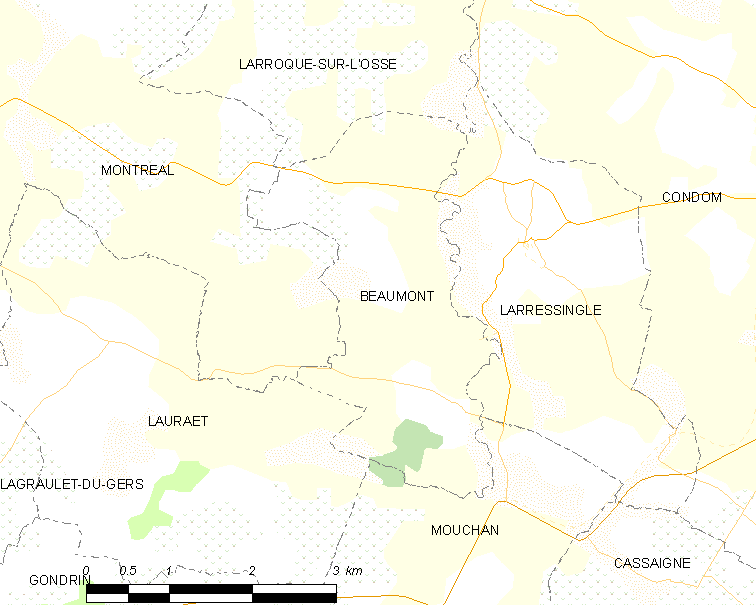
Карта коммуны

Коммуна расположена приблизительно в 570 км к югу от Парижа, в 105 км западнее Тулузы, в 45 км к северо-западу от Оша.
На востоке коммуны протекает река Ос.

## Климат
Климат умеренно-океанический. Лето жаркое и немного дождливое, температура часто превышает 35 °С. Зимой часто бывает отрицательная температура и ночные заморозки. Годовое количество осадков — 700—900 мм.

## Население
Население коммуны на 2010 год составляло 141 человек.
| 1962 | 1968 | 1975 | 1982 | 1990 | 1999 | 2010 |
| ---- | ---- | ---- | ---- | ---- | ---- | ---- |
| 195  | 144  | 139  | 105  | 114  | 112  | 141  |

## Администрация
| Период | Период | Фамилия        | Партия        | Примечания |
| ------ | ------ | -------------- | ------------- | ---------- |
| 2001   | 2014   | Марио Спаньоли | Разные правые |            |
| 2014   | 2020   | Жак Мори       |               |            |

## Экономика
В 2010 году среди 90 человек трудоспособного возраста (15-64 лет) 61 были экономически активными, 29 — неактивными (показатель активности — 67,8 %, в 1999 году было 68,5 %). Из 61 активных жителей работали 56 человек (32 мужчины и 24 женщины), безработных было 5 (2 мужчин и 3 женщины). Среди 29 неактивных 12 человек были учениками или студентами, 12 — пенсионерами, 5 были неактивными по другим причинам.

## Достопримечательности
- Церковь Нотр-Дам (XI век). Исторический памятник с 1971 года[4]
- Замок Бомон (XIV век). Исторический памятник с 1982 года[5]

## Фотогалерея

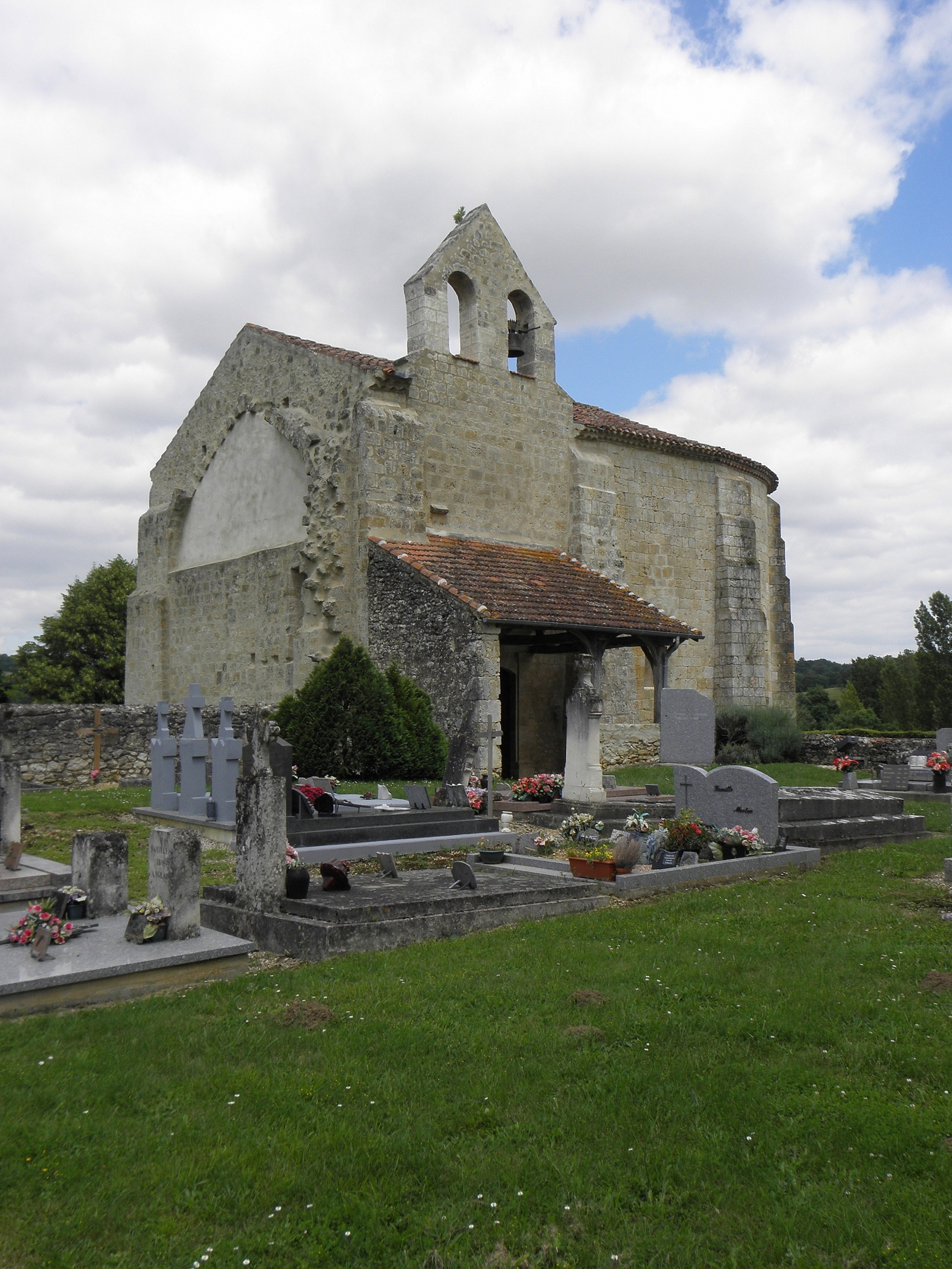
Церковь Нотр-Дам
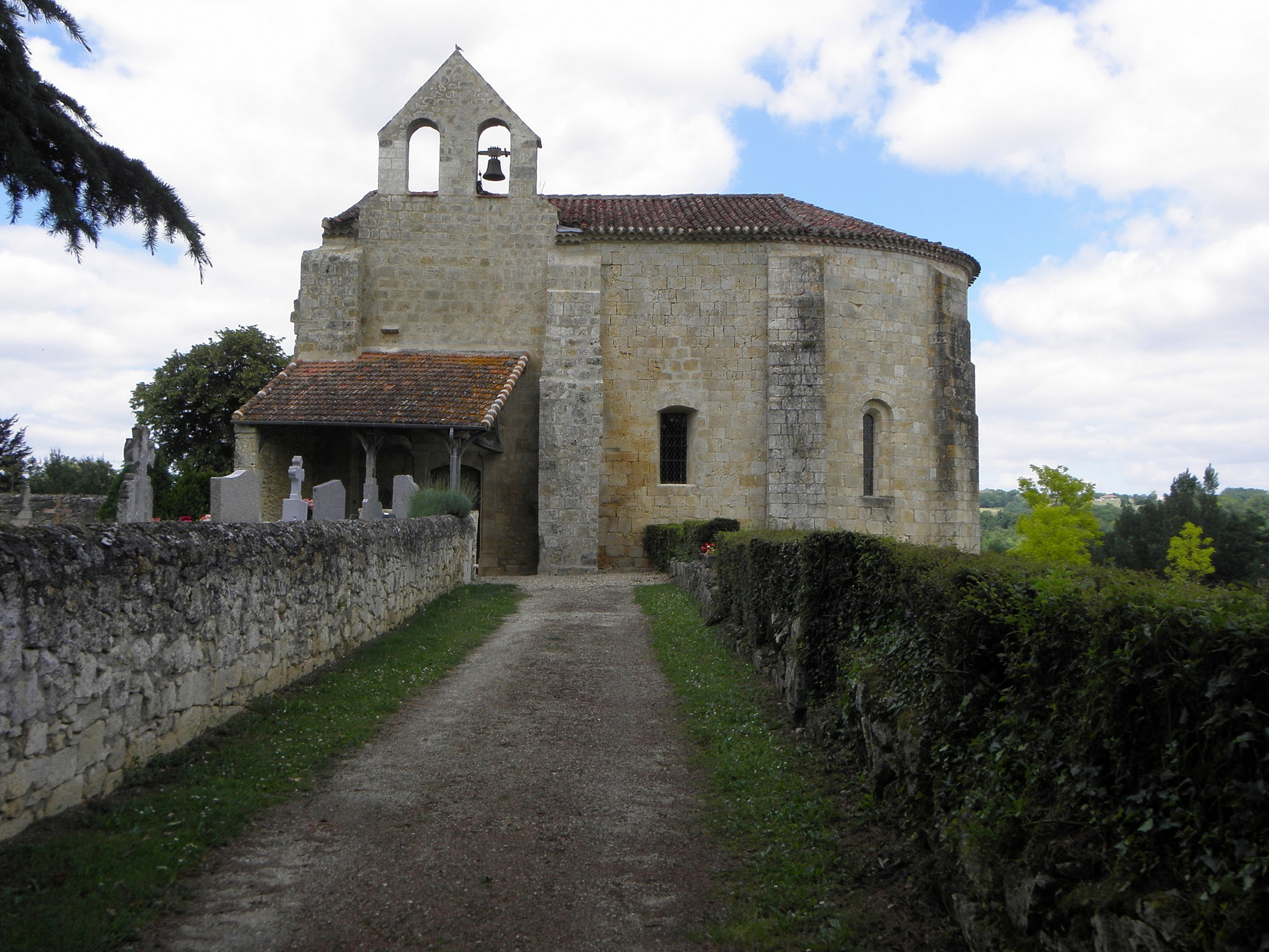
Церковь Нотр-Дам
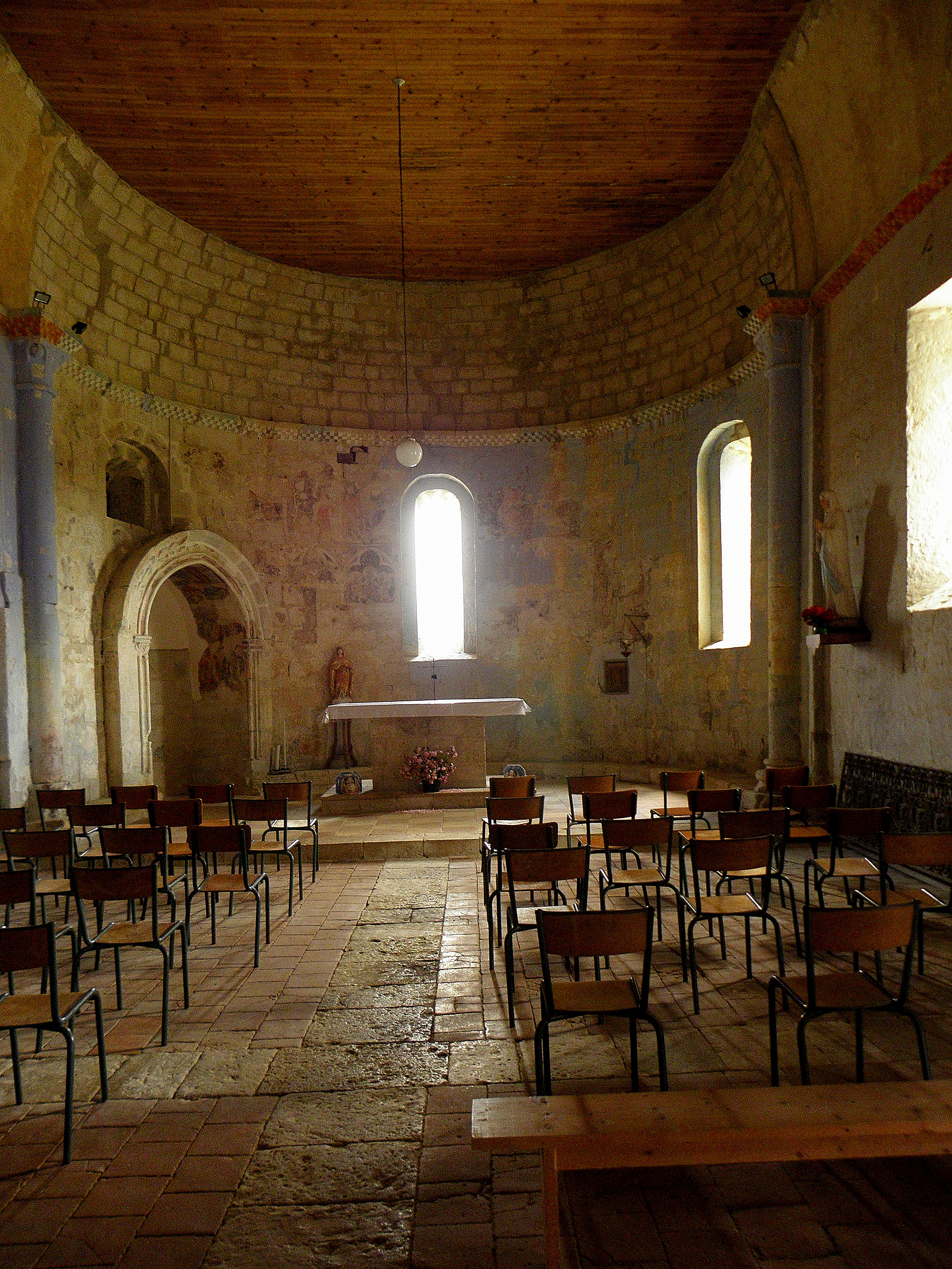
Интерьер церкви Нотр-Дам
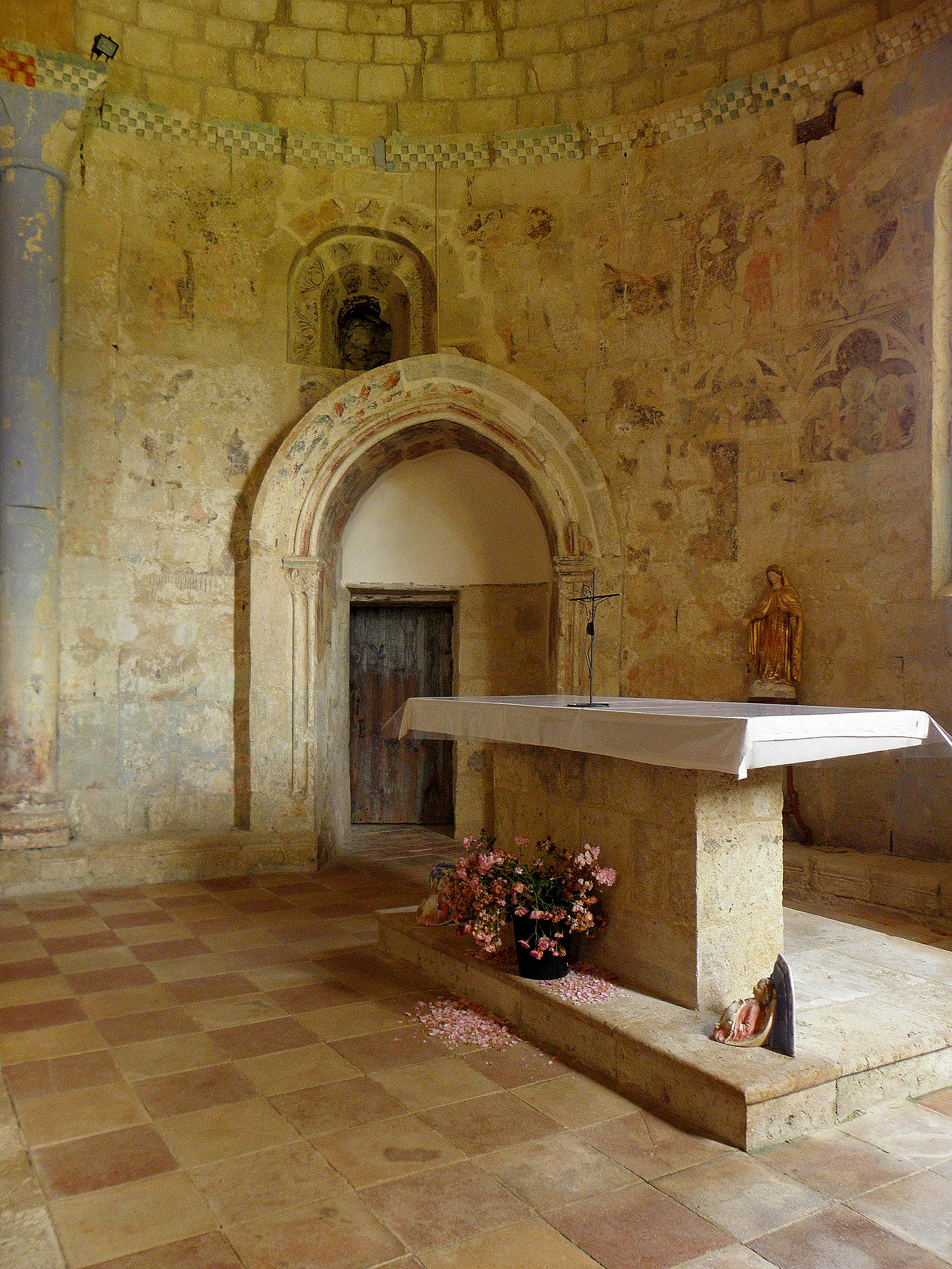
Интерьер церкви Нотр-Дам
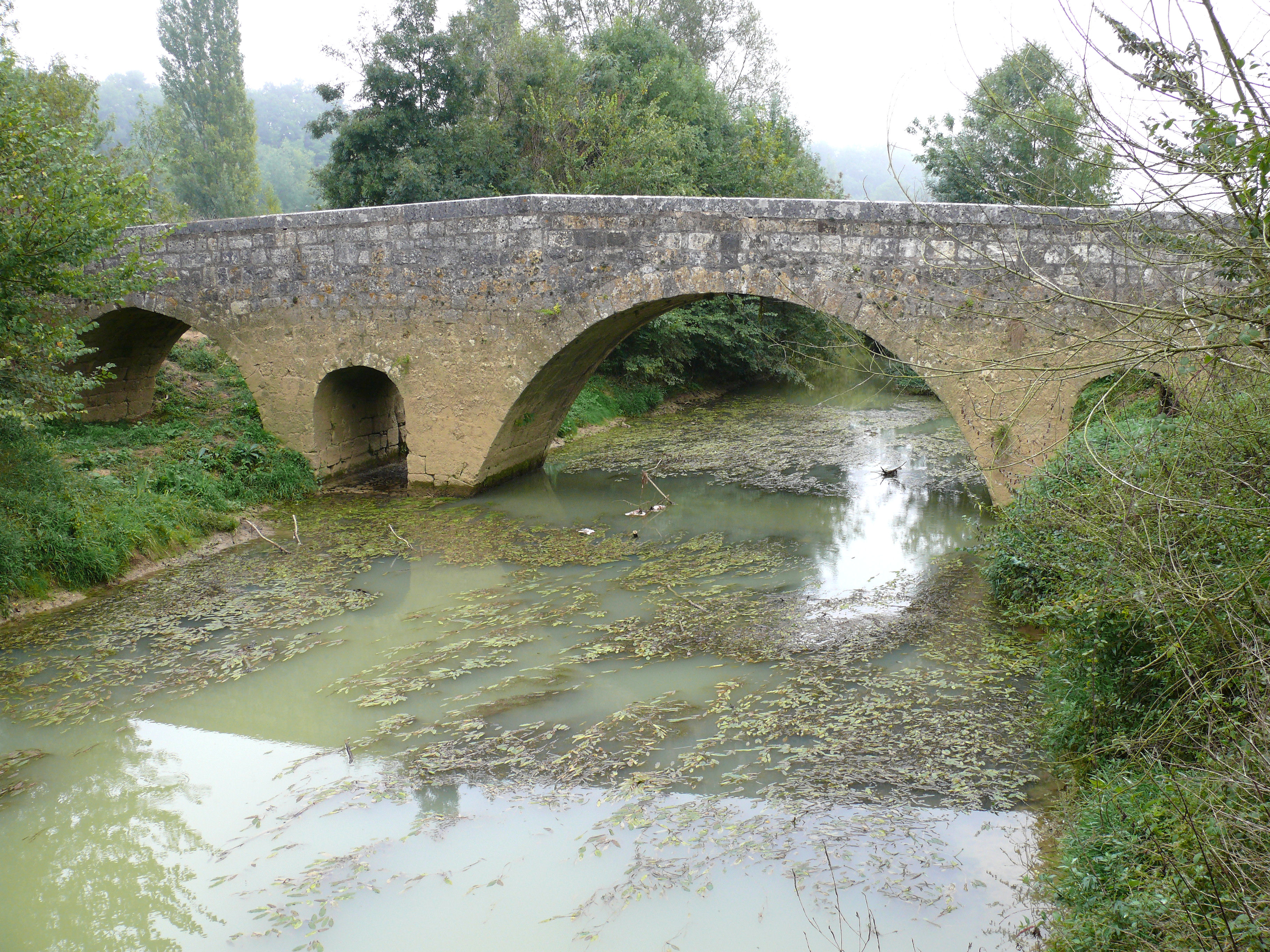
Мост через реку Ос
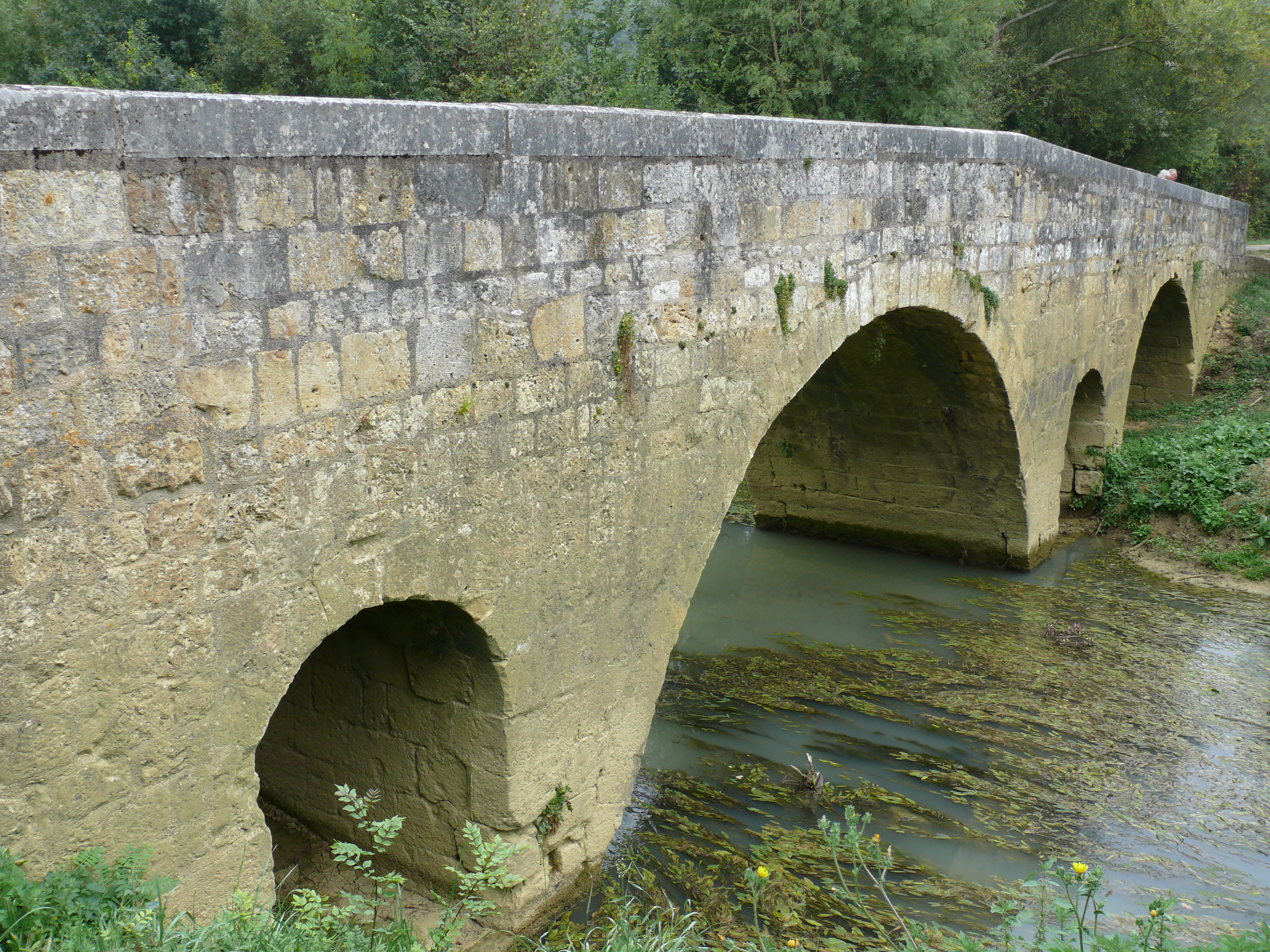
Мост через реку Ос